# Schlettereriella variegata
Schlettereriella variegata är en stekelart som först beskrevs av Szepligeti 1911.  Schlettereriella variegata ingår i släktet Schlettereriella och familjen bracksteklar. Inga underarter finns listade i Catalogue of Life.